# Mino Milani
Guglielmo Milani, también conocido como Mino y por los seudónimos de Stelio Martelli, Eugenio Ventura, Piero Selva, Mungo Graham Alcesti y T. Maggio (Pavía, Italia, 3 de febrero de 1928 - Pavía, 10 de febrero de 2022) fue un periodista, escritor, dibujante e historiador italiano.

## Biografía
De familia acomodada, fue enviado a la escuela secundaria y luego continuó en la facultad de medicina de la Universidad de Pavía con el objetivo de hacerle continuar la profesión de dos tíos maternos, ambos médicos consagrados. Gracias a los buenos oficios de su padre Carlo, en la época alcalde de Pavía, fue aceptado como interno en el Instituto de Anatomía adscrito a la policlínica de la ciudad.
En poco tiempo, Mino Milani se da cuenta de que la profesión médica no es para él y después de asistir accidentalmente a una clase sobre la Edad Media decide inscribirse en la Facultad de Letras. Después de graduarse en Literatura moderna en 1950 con una tesis sobre el bandolerismo en Calabria, basada en la correspondencia de su compatriota Gaetano Sacchi, que más tarde convertiría en una novela de género militar, fue contratado en la Biblioteca Cívica de Pavía, convirtiéndose en su director y trabajando allí hasta 1964.
Su trabajo como periodista y escritor comenzó en 1953 con colaboraciones esporádicas con el Corriere dei Piccoli, entonces dirigido por Giovanni Mosca, periódico que más tarde se convirtió en el Corriere dei Ragazzi, del que Milani se convirtió en el fundador, editor y autor más prolífico y en el que colaboró hasta 1977. Durante este período adoptó varios seudónimos, como Eugenio Ventura, Piero Selva, Stelio Martelli, Mungo Graham Alcesti o T. Maggio para alternar las firmas en su producción.
Sus libros infantiles incluyen libros dedicados a las aventuras del vaquero Tommy River de Martin Cooper y colaboraciones con los más importantes dibujantes italianos, como Hugo Pratt, Milo Manara, Grazia Nidasio, Mario Uggeri, Aldo Di Gennaro, Dino Battaglia, Sergio Toppi y Attilio Micheluzzi.
Después de su colaboración con el Corriere dei Piccoli, se hizo cargo de la dirección del diario La Provincia Pavese, cargo que pronto abandonó para dedicarse a la escritura de novelas y sobre todo, de ensayos y biografías sobre temas históricos.
Destaca también su producción de género fantástico para adultos, entre los que cabe destacar Ghost of Love, adaptada a la película homónima de Dino Risi, y Selina, de la que Carlo Lizzani extrajo el guion para el telefilm La trappola.
Su aproximación al género policiaco es muy original, con la producción de algunos thrillers históricos centrados en la figura de Melchiorre Ferrari, comisario de la Real Delegación Imperial de la Policía Lombardo-Véneta y ambientado en la Pavía de mediados del siglo XIX. 
De particular importancia son los libros sobre la historia de Pavía, las biografías de Giuseppe (1982) y Anita Garibaldi (1995), parte de un ciclo sobre el Risorgimento que comenzó en 1971 con la meticulosa reconstrucción de la Batalla de Solferino y San Martino, esta última firmada bajo el seudónimo de Stelio Martelli en su edición original y reeditada, casi cuarenta años más tarde, con un importante apéndice editado por la "Associazione Storica Medolese".
Ganador de numerosos premios literarios, con motivo de su ochenta cumpleaños, fue celebrado por su ciudad con la exposición Le mani di Mino, comisariada por Grazia Nidasio y el MUF (Museo del fumetto e dell'immagine), que recorre las etapas más significativas de su interminable producción literaria y de cómic.
Por su trabajo como historiador, en 2011 la ciudad de Medole le otorgó la ciudadanía honorífica. 

## Estilo
Gianni Rodari dice de él:
"Mino Milani [....] no es un novelista del pasado, sino un escritor de hoy, un contemporáneo del cine y la televisión, dos inventos con los que desde hace tiempo ha hecho sus cuentas, traduciendo en una técnica moderna su gran lección: narrar a través de imágenes rápidamente la acción rítmica.
(Gianni Rodari, Prólogo a "Efrem, soldado de fortuna" de Mino Milani)

## Obras
Novelas y cuentos.
- Il cuore sulla mano, Del Duca, 1958
- Il fiume non si ferma, Del Duca, 1959 e 1968
- Ragazzi di cuore, Del Duca, 1960
- La Santa Allegranza, Mursia, 1965
- Sir Crispino, Mursia, 1966
- Il drago di fiamma, Mursia, 1967
- La realtà romanzesca, Mursia, 1967
- Mille860, Mursia, 1967
- Lo strano viaggio di Tommaso Rampin, CdP, 1967 (illustrazioni di Bruno Faganello)
- Le avventure di Martin Cooper: Il paese delle grandi orme - In fondo al pozzo, Mursia, 1968
- Nell'inferno del Sudan, Mursia, 1969
- Aka Hor, Mursia, 1969 e Fabbri, 2002, ISBN 978-8845129462
- Avventura sul Po, Mursia, 1970-72 ed EMP, 2002, ISBN 978-8825010974
- Efrem soldato di ventura, Mursia, 1972 e Mursia, 2003, ISBN 978-88-425-3072-5
- I quattro di Candia, Einaudi, 1973
- Le nuove avventure di Efrem, Mursia, 1975 e 1986
- Fantasma d'amore, Rizzoli, 1977 e Barion, 2013, ISBN 978-88-6759-012-4
- Le nuove avventure di Martin Cooper, Mursia, 1978
- Selina, Mondadori, 1980
- La cagna del ponte, Ponzio, 1981
- Le isole della paura, Mondadori, 1982
- Guillermo: il diario di donna Giovannina Beretta : una storia pavese del secolo XVII, Ponzio, 1982
- Ivanhoe di Walter Scott riletto da Mino Milani, Mursia, 1984
- Pavia Brucia, ossia la strega: una storia pavese del X secolo, Ponzio, 1985
- La ricerca del Santo Gral, Mursia, 1985 e 2002, ISBN 978-88-425-3019-0
- Romanzo militare, Camunia, 1986 e Mondadori, 1991, ISBN 978-88-7767-016-8
- Margherita Cantarana: una storia pavese del XVIII secolo, Ponzio, 1986
- Il romanzo di Robin Hood, Mursia, 1986, 1989 e 2007, ISBN 978-88-425-3776-2
- Il pavese errante: una storia pavese d'oggi, Ponzio, 1987
- Poesie e traduzioni, Amici di Via Cardano, 1987
- L'uomo che tradì Pavia: una storia pavese del XIV secolo, Ponzio, 1988
- L'uomo giusto, Rizzoli, 1989, ISBN 978-88-176-6454-7
- Eudes 1789: un ragazzo di Francia, Mursia, 1989 e 1999
- La spada nella roccia, Mursia, 1991, ISBN 978-88-425-1077-2
- Come fu che l'anello di san Siro finì a Boston, Ponzio, 1991
- Guglielmo e la moneta d'oro, 1992
- Quei due anni di amore e di guerra (1943-45), Piemme, 1992
- La donna che odiava i pavesi: una storia pavese del XVI secolo, Ponzio, 1992
- La fine della Battaglia, Camunia, 1993
- I cavalieri della Tavola rotonda, Mursia, 1993
- L'ultimo lupo, Piemme, 1993, ISBN 978-88-384-3711-3
- Quattro giorni con chi, Signorelli, 1994, ISBN 88-434-0174-2
- Un pavese nell'harem del re, ossia pelle di luna, Ponzio, 1994
- Guerrino il meschino, Mursia, 1996, ISBN 978-8842584347
- La balossa di Torre Pavese: una storia pavese del XVIII secolo, Ponzio, 1996
- Incantesimo donna, Giunti, 1997, ISBN 978-88-7767-215-5
- La storia di Tristano e Isotta, Einaudi, 1998, ISBN 978-88-7926-275-0
- Perdere la testa per una bella signora pavese: una storia pavese del XVII secolo, Ponzio, 1998
- La storia di Orfeo ed Euridice, Einaudi, 2000
- La storia di Enrico VIII e delle sue sei mogli, Einaudi, 2000, ISBN 978-88-286-0472-3
- Gianni Babbeo va sulla luna, Aragno, 2000
- Tradimenti, Todaro, 2000
- Efrem, il cavaliere, La Scuola, 2000 ISBN 978-8835012473
- L'uomo venuto dal nulla, Salani, 2000 e BUR, 2013, ISBN 978-88-17-06492-7
- In fondo al pozzo, Alfa edizioni, 2001 (serie i cdlibri)
- Crespi Jacopo, Fabbri, 2001 e 2004, ISBN 978-88-451-0703-0
- I cavalieri della Tavola rotonda, Mursia, 2001, ISBN 978-88-425-2820-3
- Come ci restarono quelli della Mascherpa: una storia pavese del XVII secolo, Ponzio, 2001
- Tre arance di Natale, Interlinea, 2002, ISBN 978-88-8212-367-3
- Seduto nell'erba, al buio. Diario di un ragazzo italiano. Estate 1944, Fabbri, 2002 e BUR, 2010, ISBN 978-88-17-04025-9
- Quaderno di un amore perduto, Aragno, 2002, ISBN 978-88-8419-104-5
- Vantina. Un amore di Napoleone all'Elba, Iuculano, 2003 e Barion, 2014, ISBN 978-88-6759-020-9
- La torta, Interlinea, 2003, ISBN ISBN 978-88-8212-431-1 e 2008, ISBN 978-88-8212-633-9
- La Storia di Dedalo e Icaro, Einaudi, 2004, ISBN 978-88-7926-290-3
- Giulia, Interlinea, 2004, ISBN 978-88-8212-475-5
- Chi mi ha toccato, Ibis, 2005, ISBN 978-88-7164-199-7
- Grida! Corri! Scappa!, Edizioni svizzere per la gioventù, 2005
- La cagna del ponte - La casa di via Robolini, Effigie, 2005, ISBN 978-88-89416-20-4
- La guerra sia con me - Vita immaginaria di San Rocco, Mursia, 2005, ISBN 978-88-425-3442-6
- Sognando Garibaldi, Piemme, 2005, ISBN 978-88-384-3691-8
- Un angelo, probabilmente, Einaudi, 2006, ISBN 978-88-477-1444-1
- Udilla, Fabbri, 2007, ISBN 978-88-451-3966-6
- Ortensia, Iuculano, 2007, ISBN 978-88-7072-787-6
- Due biglietti di sola andata, Ibis, 2007, ISBN 978-88-7164-215-4
- Perdere la testa, Mursia, 2008, ISBN 978-88-425-3668-0
- Via Pietro Azzario 20, Effigie, 2009, ISBN 978-88-89416-94-5
- L'autore si racconta, Franco Angeli, 2009, ISBN 978-88-568-1167-4
- Cuccare chi, Effigie, 2011, ISBN 978-88-89416-65-5
- Romanzo militare, Mursia, 2011, ISBN 978-88-425-4841-6
- Storia di Ulisse e Argo, Einaudi, ISBN 978-88-6656-085-2
- Garibaldino senza saperlo, Mursia, 2011, ISBN 978-88-425-4715-0

Ciclo de novelas de Tommy River:
- Tommy River (1960)
- Il ritorno di Tommy River (1961)
- Tommy River e il Tuerto (1962)
- Tommy River e lo Scozzese (1964)
- Tommy River sulla via del Nord (1965)
- L'avventura di Tommy River (1968)
- Tommy River e la lunga pista (1970)
- Tommy River, addio (1976)

Ciclo del Real Comisionado Imperial Melchiorre Ferrari:
- Il vampiro di Piazza Cavagneria, Ponzio, 1983
- Quel muto pavese dal laccio al collo, Ponzio, 1984
- La ricamatrice di Porta Salara, Ponzio, 1989
- Come fu che l'anello di san Siro finì a Boston, Ponzio, 1991 - Effigie, 2013, ISBN 978-88-97648-15-4
- Pellegrina, ossia un duello a Pavia, ovvero una questione di rose, Ponzio, 1993
- Un mostro a Pavia, Ponzio, 1995
- L'annegata di Borgobasso, Ponzio, 1997
- Il mistero di Carona, Ponzio, 1999
- Ed ora, Ferrari?, Ponzio, 1999
- Che cosa fece Ravetta in Francia, Ponzio, 2000
- Lama triangolare. Ossia l'amara notte del commissario Ferrari, Ponzio, 2002, ISBN 978-88-89214-08-4
- Il Vampiro di piazza Cavagneria - La ricamatrice, Effigie, 2006, ISBN 978-88-89416-45-7
- Un'altra sconfitta, Ferrari, Effigie, 2008, ISBN 978-88-89416-67-9
- Dopo trent'anni, Effigie, 2009, ISBN 978-88-89416-77-8
- La donna che non c'era, Effigie, 2010, ISBN 978-88-97648-01-7
- Storia ingrata, Effigie, 2015, ISBN 978-88-97648-56-7
- Il castello, Effigie, 2016, EAN 9788897648833

Ensayos, arte e historia
- Pavia e i suoi territori nel risorgimento d'Italia, Tipografia del Libro, 1959
- Garibaldi e i Mille, Ripartizione Educazione Comune di Milano, Tipografia Cirillo Del Duca, Milano, 1960
- Pavia e la spedizione dei Mille, Tipografia del Libro, Pavia, 1960
- Storia popolare di Pavia. Primo millennio, E.P.T. (Tip. Fusi), 1967
- Mille860, Mursia, 1967
- Da Caporetto al Piave, Gruppo Editoriale Fabbri, 1970
- Eisenhower, Gruppo Editoriale Fabbri, 1970
- La grande avventura dell'uomo. Studio e interpretazione del genere umano ideato, Milano, AMZ, 1970-1975. 8 volumi (illustrato da Cesare Colombi)
- Le battaglie di Solferino e San Martino, Edizioni Varesina Grafica, Azzate, 1971
- La strage dei Romanov, Mondadori, 1973
- L'assassinio di Rasputin, Mondadori, 1973
- Civilization Makers, Tom Stacey Ltd, 1973, ISBN 978-0-85468-200-3
- Mazzini, Mondadori, 1974
- I grandi contestatori: Mazzini, Rizzoli, 1974
- La crociera del «Maddaloni». Vita e morte di Nino Bixio, Mursia, 1977
- Il Ticino di Pavia, Luigi Ponzio, 1979
- Uomini che non ebbero paura, EMP, 1980
- No alla violenza. Martin Luther King, Mohandas K. Gandhi, Massimiliano Kolbe, Anna Frank, EMP, 1981
- Padre Kolbe, EMP, 1982
- La presa di Gaeta, Gruppo Editoriale Fabbri, 1983
- La breccia di porta Pia, Gruppo Editoriale Fabbri, 1983
- Storia di Pavia. Una grande storia in breve, Camunia, 1985
- Il castello di Beatrice duchessa di Milano, Libreria Cardano, 1987, (con Vincenzo Bellini e Alberto Cuomo)
- Gerolamo Cardano, Camunia, 1990
- Il fiume non si ferma. Le «Camicie rosse» in Uruguay, Mursia, 1994
- Boezio. L'ultimo degli antichi, Camunia, 1994
- La santa Allegranza. L'alba del risorgimento italiano, Mursia, 1994
- Strade d'Oltrepò, Todaro, 1998, ISBN 978-88-86981-13-2 (con Gianluca Bucci)
- Storia avventurosa di Pavia, Luigi Ponzio, 1998-1999
- Pavia la bella, Luigi Ponzio, 2000
- La storia di Enrico VIII e delle sue sei mogli, Einaudi, 2001
- Pavia the beautiful. A suggestion for a walk, Stroud Abbiati L. M., 2003
- Risorgimento pavese, Effigie edizioni, 2004
- Arduino e il Regno italico, De Agostini, 1988
- Giuseppe Garibaldi. Biografía critica, Mursia, 1982 (con prefazione di Giovanni Spadolini)
- Anita Garibaldi. Vita e morte di Ana Maria de Jesus, Camunia, 1995 (in collaborazione con Ivan Boris)
- Il mio cielo d'oro, Effigie, 2004
- Le battaglie di Solferino e San Martino, Edizioni GAM, 2008 (con appendice ASM)
- Piccolo Destino, Mursia, 2010
- Due di Mille, Edizioni GAM, 2011 (con ASM)
- Vita e morte di Nino Bixio, Mursia, 2011
- Garibaldino senza saperlo, Mursia 2011
- Dall'impero alla Repubblica. 1470 anni di storia italiana, Mursia 2012
- Storia di Tundra. Vita avventurosa di Tiziano Marchesi, Effigie, 2012, ISBN 978-88-97648-13-0
- Patatrac, Edizioni Barion 2013 ISBN 978 8867590056
- Ulisse racconta, Einaudi ragazzi, 2015 Disegnatore: Amalia Mora
- Miti e leggende di Roma antica, Einaudi ragazzi, 2017, EAN 9788866564188, ISBN 8866564184
- Latin lover. Detti latini per tutte le occasioni, 2018, Einaudi, EAN 9788866564508

Cómics.
- Il dottor Oss. (7 racconti lunghi, illustrati). Disegnatore: Grazia Nidasio.
- Sandokan. Disegnatore: Hugo Pratt
- Soldati di ventura. Disegnatore: Hugo Pratt
- Fanfulla.. (firmato come P. Selva) Disegnatore Hugo Pratt
- Luca, Paglia & c.. Disegnatore Mario Uggeri
- I fuggiaschi. Disegnatore Nevio Zeccara
- L'isola del tesoro. (solo sceneggiatura, da Stevenson) Disegnatore Hugo Pratt
- Il ragazzo rapito. (solo sceneggiatura, da Stevenson) Disegnatore Hugo Pratt
- I grandi nel giallo. Disegnatore: Sergio Toppi
- Samurai e altre storie. Disegnatore: Sergio Toppi.
- Cronache d'armi. Disegnatore: Sergio Toppi.
- La parola alla giuria. Processo a.... Disegnatore: Milo Manara
- Processo a Custer - 1975 CdR 16
- Processo a Yamamoto - 1975 CdR 22
- Il Fumetto della Realtà.
- Il Maestro. Disegnatore: Aldo Di Gennaro.
- Anni 2000. Disegnatore: Giancarlo Alessandrini.
- Lord Shark. Disegnatore: Giancarlo Alessandrini, Enric Siò.
- I 5 della Selena. Disegnatore: Dino Battaglia.
- Uomini Coraggiosi. Disegnatore: Dino Battaglia.
- Uomini in Guerra. Disegnatore: Dino Battaglia.
- Bob Crockett. Disegnatore: Jorge Moliterni.
- Molly Manderling. Disegnatore: Attilio Micheluzzi
- Storie del Far West -Le Giacche Azzurre. Disegnatore: Alarico Gattia
- Quella notte del 1850. Disegnatore: Milo Manara - 1975 CdR 20